# 垃圾島
垃圾島运动（英語：The 'Trash Isles' campaign）是LADbible和塑料海洋基金会发起的环保运动，AMV BBDO为其创作宣传广告，由两位广告创意人迈克尔·休斯（Michael Hughes）和达拉坦多·阿尔梅达（Dalatando Almeida）构思，马里奥·科克斯特拉（Mario Kerkstra）设计，2018年6月在戛纳国际创意节获得两项大奖。
两个合作发起组织共同签署一份致联合国的信函，请求承认太平洋大垃圾带为世界上第196个正式国家，以呼吁其他国家正视海洋垃圾的严重问题，并根据联合国的环境章程对其进行清理。 垃圾岛的建国理念是“如果联合国承认这片垃圾带为国家，那么周边国家就有义务清理它。”

## 背景
1997年，查尔斯·J·摩尔船长完成洛杉矶至夏威夷的跨太平洋帆船比赛，从夏威夷返回加利福尼亚途中，发现漂浮在北太平洋环流中的垃圾，因而发表文章引起人们对太平洋大垃圾带的关注。
太平洋大垃圾带的面积估计相当于法国，并且在逐年扩大，每年约有800万吨塑料垃圾进入海洋，犹如流行病传染的程度，预计到2050年，海洋塑料垃圾的数量将超过鱼类数量。
LADbible发起垃圾岛运动的同年7月，南太平洋又发现一个比墨西哥还大的垃圾岛；因此，比起以往的任何时候，更有利于让人们关注这个迅速严重的问题。

## 广告活动
2017年世界海洋日，LADbible发布一篇文章，详细描述海洋塑料污染问题的严重性，并发布一段由演员罗斯·坎普演说的视频，鼓励人们注册成为“垃圾岛”公民，并且发布其他视频内容、新闻文章、海报和宣传活动。 与此同时，LADbible在Change.org发起请愿书，请求联署向联合国施压，使其承认垃圾岛的存在，“垃圾岛”具备被认可为一个国家所需的所有条件，即：明确的边界、政府、与其他国家的互动、永久居民（至少在其宣传活动中声称具备这些条件）； 并且呼吁民众重视海洋保护，承诺减少一次性塑料的消费，在发起请愿书的首周收集超过10万人签名，使其成为“世界上人口第26小的国家。”
|  | 简而言之，我们既然建国，其他国家就有义务清理我们。 |

LADbible与AMV BBDO还为“垃圾岛”创作各种艺术作品，包括：官方旗帜、“Debris”货币、邮票、可回收材料制作的护照； 随后，发起一场为期三个月的广告活动，号召人们支持“垃圾岛”运动，并在《Marketing Week》大师竞赛获得公关与品牌故事奖项。 活动刚开始就获得美国前副总统暨环保活动家阿尔·戈尔的支持，他成为垃圾岛的首位荣誉市民；朱迪·丹奇女爵士主动提出成为女王；以及巨石强森和克里斯·海姆斯沃斯等众多名人响应，数以十万计的民众申请成为“垃圾岛”公民。
LADbible的社交频道上发布10多个相关视频，观看人数达3,730万人，12篇社论文章的阅读量达到1,800万人，超出预期目标的25%； 这项活动覆盖5亿人，谷歌搜索“塑料污染”一词的搜索量，在启动后的九个月内比启动前的九个月增长154%。
联合国秘书长发言人斯特凡·杜加里克称赞这项活动“以一种非常创新和富有创意的方式，让人们关注到这个经常被忽略的问题，这个问题不是因为这些垃圾堆的位置，而是污染海洋和杀死海洋生物的问题。”

## 微型国家与艺术作品
2017年6月8日，LADbible和塑料海洋基金会向联合国大会提交加入联合国申请书，实际上这是一个公关营销目的的宣传噱头，目的是引起人们的注目，让媒体和公众意识和讨论这个问题，并让联合国关注到这场运动，其中包括设计国旗、护照、货币和邮票，设计师为马里奥·科克斯特拉（Mario Kerkstra），所有这些产品都是用回收材料制成，并且通过Change.org的联署招募超过20万名公民。

国旗
该国的国旗为白蓝双色，旗帜上漂浮着一个绿色的塑料瓶。
护照
该国发行的微型国家护照封面印有尤尔根·威尔巴特（Jürgen Willbarth）共同设计的国徽，盾牌描绘浮出在塑料海中的鲸尾，两旁是站在垃圾岛并被绳索缠绕迫害的海龟和海豹，顶饰是堆积的塑料瓶和抓着塑料瓶的海鸥，国家格言为“The Ocean Needs Us”，护照内页显示宣言“每年有800万公吨塑料被倾倒到地球海洋中……”，首位获得护照的是美国前副总统阿尔·戈尔，护照盖章是漂浮的塑料和被垃圾缠住的鱼类。 该国的建国宣言如下：
每年有超过800万吨塑料被倾倒到我们的海洋中。数量如此之多，以至于在北太平洋，如今覆盖的面积相当于法国的面积。
由于无人关注这个举世皆知的问题，LADBible决定采取行动，将其正式命名为“垃圾岛”。
6月8日世界海洋日，LADBible和塑料海洋基金会向联合国提交一份申请，希望承认“垃圾岛”为正式国家。
因为如果“垃圾岛”成为一个国家，根据联合国环境章程，其他国家有义务帮助我们清理垃圾。

申请尚在审理中，我们需要继续施加政治压力，因此我们恳请您成为“垃圾岛”的公民，以寻求支持。
货币
该国发行三种面值的微型国家货币，分别为：100 Debris、50 Debris和20 Debris，拥有全息投影和安全条的防伪技术。所有纸币都有描绘在垃圾堆中的海洋生物，由Jelly London Kitchen的托尼·威尔逊（Tony Wilson）绘制图案： 100面值的纸币描绘浮出在塑料海中的鲸鱼尾巴，以及脖子上挂着塑料六罐装啤酒瓶套的海鸥；50面值的纸币描绘垃圾遍地的海岸上的鸟类，以及一只被渔网勒住的海豹；20面值的纸币描绘在垃圾海中游动的章鱼，以及一只躺在垃圾堆上的海龟。
邮票
该国发行的微型国家邮票印有鸟类、鱼类和其他野生动物被塑料垃圾缠绕或迫害的图像，每套16枚，每枚面额为0.30 Debris。

尽管垃圾岛没有成功加入联合国，但其采用具有创意和创新的方式，成功吸引传播媒体和博客的报道、艺术家的演绎创作，以及民众的按赞分享，达到强调海洋塑料污染的紧迫问题。

## 影响
这项活动提高人们对世界塑料问题的关注度，却也加剧人们对海洋垃圾带的误解，令人错误以为“垃圾岛”是连绵不断堆积的固体塑料，这些误解可能会低估治理垃圾带的紧迫性；在某些情况下，谷歌图片的搜索结果，让它们看起来坚固到可以在岛上行走自如，可以轻松地把它们铲起来，不过实际状况并非如此。
这片区域更像是一碗稀薄浑浊的“塑料汤”，而非一个可以站立的致密物质，漂浮的塑料碎片中绝大多数是微塑料，这些微塑料比浮游生物还多，极有可能成为海洋生物的主要食物来源，然而却无法提供任何营养，并会对它们的身体造成危害，塑料垃圾和微塑料透过层层的食物链，最终将回到人类体内。
根据季节的变化，垃圾带的位置一直在移动，船只可以随意进出垃圾带，船员甚至可能没有意识到自己正在穿越垃圾带，卫星、无人机和谷歌地球的航拍照片，都难以显示垃圾带的可视化面貌，加上位于偏远、很少有人敢冒险的海域，使得清理垃圾带的工作更加困难。

## 奖项
2018年，垃圾岛获得数项广告创意奖项：
- 戛纳国际创意节设计大奖和公关大奖[4]
- D&AD（英语：Design and Art Direction）的13个奖项，包括3个黄铅笔奖、3个石墨铅笔奖、6个木铅笔奖和1个白铅笔奖[25]
- 克里奥国际广告奖（英语：Clio Awards）品牌设计奖（Clio Award for Brand Design）、合作伙伴奖（Clio Award for Partnerships & Collaborations）及公共关系奖（Clio Award for Public Relations）
- 比兹利年度平面设计奖（Beazley Graphic Design of the Year）[26]
- The One Show（英语：The One Club）的数个奖项[27][28][29][30][31]

2019年，垃圾岛获得ADC Awards银立方奖，以及卡普尔斯奖（The Caples Awards）金奖。